# Benzilpiperazin
Benzilpiperazin i iz njega strukturno izvedeni spojevi, vrsta su psihotropnih tvari. Uvršteni su u Hrvatskoj na temelju Zakona o suzbijanju zlouporabe droga na Popis droga, psihotropnih tvari i biljaka iz kojih se može dobiti droga te tvari koje se mogu uporabiti za izradu droga, pod Popis droga i biljaka iz kojih se može dobiti droga, pod 2. Popis psihotropnih tvari i biljaka, Odjeljak 1 - Psihotropne tvari sukladno Popisu 1. Konvencije UN-a o psihotropnim tvarima iz 1971. godine. Kemijskim sastavom to su: 1-benzilpiperazin i spojevi strukturno izvedeni iz njega supstitucijom na benzenskom prstenu supstituentom ili supstituentima iz skupine koju čine alkil, halogenalkil, alkiloksi, alkilendioksi i halogen, bez obzira na to jesu li ili nisu na položaju 4 piperazinskog prstena dodatno supstituirani alkilnom, halogenalkilnom, acilnom ili benzilnom skupinom.